# Laura Feiersinger
Laura Feiersinger (født 5. april 1993) er en østrigsk fodboldspiller, der spiller som forsvarsspiller for FFC Frankfurt og for Østrigs kvindefodboldlandshold.

## Meritter
Bayern München
- Bundesliga: Vinder 2014-15, 2015–16
- DFB-Pokal: Vinder 2011-12

Østrig
- Cypern Cup: Vinder 2016

Individuelt
- Årets Fodboldspiller Østrig: 2012